# The Little Princess (1939)
The Little Princess is een Amerikaanse dramafilm uit 1939 onder regie van Walter Lang. Het scenario is gebaseerd op de roman A Little Princess (1905) van de Brits-Amerikaanse auteur Frances Hodgson Burnett. De film werd destijds in Nederland uitgebracht onder de titel De kleine prinses.

## Verhaal
Sarah Crew is opgegroeid in het Brits koloniale India, waar haar vader werkzaam was als legerkapitein. Ze verhuizen terug naar Londen, als haar vader opnieuw opgeroepen wordt om ditmaal te gaan vechten in de Zuid-Afrikaanse Boerenoorlog.
Sara komt terecht op een kostschool. Wanneer blijkt dat haar vader is omgekomen, ziet het schoolhoofd haar kans schoon om Sara als meid te gebruiken. Ze wil niet geloven dat haar vader dood is en ze gaat dagelijks naar het ziekenhuis om haar vader te zoeken.

## Rolverdeling
| Acteur           | Personage         |
| ---------------- | ----------------- |
| Shirley Temple   | Sarah Crewe       |
| Richard Greene   | Geoffrey Hamilton |
| Anita Louise     | Rose              |
| Ian Hunter       | Kapitein Crewe    |
| Cesar Romero     | Ram Dass          |
| Arthur Treacher  | Bertie Minchin    |
| Mary Nash        | Amanda Minchin    |
| Sybil Jason      | Becky             |
| Miles Mander     | Lord Wickam       |
| Marcia Mae Jones | Lavinia           |
| Beryl Mercer     | Koningin          |
| Deirdre Gale     | Jessie            |
| Ira Stevens      | Ermengarde        |
| E.E. Clive       | Mijnheer Barrows  |
| Eily Malyon      | Kok               |